# غورنياتسكيي (روستوف)
غورنياتسكيي (بالروسية: Горняцкий) هي مدينة في مقاطعة روستوف أوبلاست في روسيا.
يبلغ عدد سكانها حوالي 9013 نسمة.